# Marie Krogh
Marie Krogh, geboren Jørgensen (Vosegård (Husby), 25 december 1874 - Kopenhagen, 26 maart 1943) was een Deense fysioloog en arts. Ze was de echtgenote en onderzoekspartner van de Nobelprijswinnaar August Krogh. Ze was de moeder van de Deens-Amerikaanse fysioloog Bodil Schmidt-Nielsen.